# Bob Seagren
Robert Lloyd „Bob” Seagren (ur. 17 października 1946 w Pomonie, w Kalifornii) – amerykański lekkoatleta skoczek o tyczce, mistrz i wicemistrz olimpijski.
14 maja 1966 we Fresno ustanowił rekord świata skokiem na wysokość 5,32 m. W 1967 w San Diego poprawił ten wynik na 5,36. W tym samym roku zwyciężył w igrzyskach panamerykańskich w Winnipeg.
W 1968 w South Lake Tahoe po raz kolejny poprawił rekord świata rezultatem 5,41. Na igrzyskach olimpijskich w 1968 w Meksyku zdobył złoty medal przed Clausem Schiprowskim z RFN i Wolfgangiem Nordwigiem z NRD. Wszyscy trzej skoczkowie uzyskali wynik 5,40 m, który był jednocześnie rekordem olimpijskim.
W 1968 ukończył studia na University of Southern California. 23 maja 1972 w El Paso po raz kolejny ustanowił rekord świata (który w międzyczasie utracił) skacząc 5,59 m, a 2 lipca tego roku w Eugene poprawił go na 5,63 m. Na igrzyskach olimpijskich w 1972 w Monachium nie mógł startować na tyczce nowego typu, z której wcześniej korzystał. Skacząc na innym modelu zdobył srebrny medal za Nordwigiem.
Był mistrzem USA (AAU) w 1966, 1969 i 1970, a także akademickim mistrzem (NCAA) w 1967 i 1969.
Po igrzyskach startował w lekkoatletycznej grupie zawodowców. Później występował w filmach i serialach telewizyjnych. Obecnie jest prezesem spółki International City Racing zajmującej się organizacją wyścigów samochodowych i motocyklowych.